# 普莱讷塞尔沃 (吉伦特省)
普莱讷塞尔沃（法語：Pleine-Selve，法語發音：[plɛn sɛlv]）是法国吉伦特省的一个市镇，属于布莱区。

## 地理
普莱讷塞尔沃（45°19'39"N, 0°34'33"W）面积4.23 平方千米，位于法国新阿基坦大区吉倫特省，该省份为法国西南部沿海省份，是法國本土面积最大的省，北起滨海夏朗德省，西临大西洋，南至朗德省，东南接洛特-加龍省，东临多爾多涅省。
与普莱讷塞尔沃接壤的市镇（或旧市镇、城区）包括：布瓦勒东、米朗博、吉伦特河畔圣博内、圣帕莱。

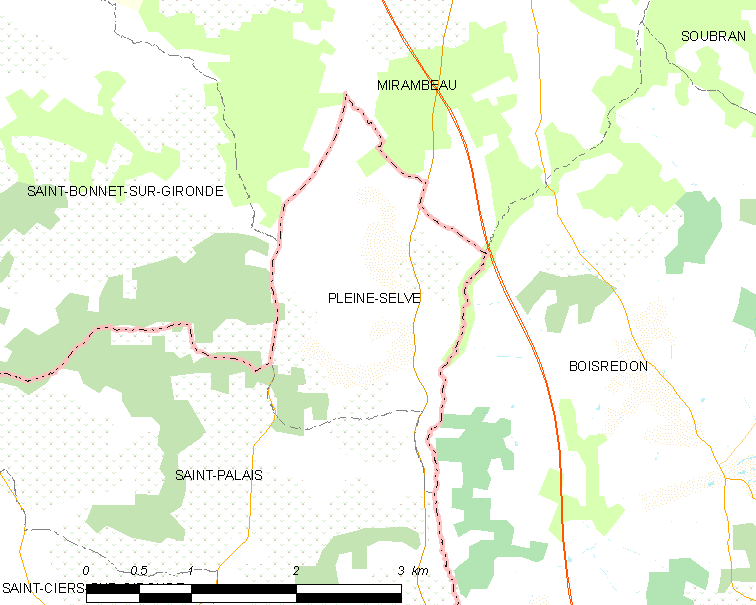
的OSM定位图

普莱讷塞尔沃的时区为UTC+01:00、UTC+02:00（夏令时）。

## 行政
普莱讷塞尔沃的邮政编码为33820，INSEE市镇编码为33326。

## 政治
普莱讷塞尔沃所属的省级选区为河口县 (法国)。

## 人口

1962-2008年间人口变化图示

普莱讷塞尔沃于2022年1月1日时的人口数量为220人。